# Пирс Броснан
Пирс Брендан Броснан (енгл. Pierce Brendan Brosnan; Дроида, 16. маја 1953) ирски је глумац и продуцент. Најпознатији је по улогама тајног агента Џејмса Бонда у филмовима Златно око, Сутра не умире никад, Свет није довољан и Умри други дан.

## Младост
Броснан је рођен у Дрогеди у округу Лауд, у Ирској, као једино дете Томаса Броснана, столара, и Меј (рођене Смит, рођена око 1934). Живео је 12 година у Навану, округ Мид и сматра га својим родним градом.
Ишао је у основну школу Сент Ан у Навану. Броснанов отац напустио је породицу док је Пирс био новорођенче. Када му је било четири године, мајка се преселила у Лондон да ради као медицинска сестра. Од тада су га у великој мери одгајали његови бака и деда по мајци, Филип и Кетлин Смит. Након њихове смрти, живео је са тетком, а потом и ујаком, али је након тога послат да живи у пансиону којим је управљала жена по имену Ејлин.
Према Броснану,
 Детињство ми је било прилично самотно. Одрастао сам у веома малом граду званом Наван у округу Мид. Никад нисам упознао свог оца. Отишао је кад сам био новорођенче, а одгајали су ме мајка и бака и деда. Бити католик 50-их година и бити ирски католик 1950-их и бити у браку који није постојао, супруг који није био ту, према томе, мајка, супруга је тешко претрпела. Моја мајка је била веома храбра. Подузела је храбре кораке да оде и буде медицинска сестра у Енглеској. У основи желела је бољи живот за себе и мене. Моја мајка је долазила кући једном или два пута годишње.
Броснан је одгајан у римокатоличкој породици и школовао се у локалној школи коју су водила браћа Де ла Сал док је служио у цркви поред олтара.
Броснан је напустио Ирску 12. августа 1964. године да би живео са мајком и њеним новим супругом Вилијамом Кармајклом, у шкотском селу Лонгнедри, Источни Лотијан. Кармајкл је одвео Броснана да први пут погледа филм о Џејмсу Бонду (Голдфингер), када је имао 11 година. Касније су се преселили у Лондон, а Броснан се школовао у Елиотовој школи, државној свеобухватној школи у Путнеју, на југозападу Лондона, која је данас позната као Арк Путнеј академија. Броснан је говорио о преласку из Ирске у Енглеску и свом образовању у Лондону: "Када одете у веома велики град, метрополу попут Лондона, као ирски дечак од 10 година, живот се одедном одвија прилично брзо. Од мале школе, рецимо, седам учионица у Ирској, до ове веома велике свеобухватне школе, са преко 2.000 деце. И ви сте Ирац, а они то знају. Британци имају диван начин да вам то дочарају, а ја сам имао дубок осећај да сам аутсајдер. " Док је похађао школу, надимак му је био "Ирац".
Након што је напустио школу са 16 година, одлучио је да постане сликар и почео је да се усавршава у комерцијалној илустрацији у Уметничкој школи Сент Мартен. Док је присуствовао проби за радионицу у Овалној кући, ватрогасац је подучавао људе како јести ватру и одлучио је да се придружи. Циркуски агент је видео како изводи перформанс и ангажовао га на три године. Касније је три године увежбавао глуму у Драмском центру у Лондону. Броснан је описао осећај док је постајао глумац и утицаја који је то имало на његов живот: „Кад сам пронашао глуму, или када ме глума пронашла, то је било ослобађање. То је била одскочна даска у други живот, удаљен од живота којег сам имао, а глума је била нешто у чему сам био добар, нешто што сам ценио. То је било велико задовољство у мом животу. "

## Каријера
Дипломирајући у Драмском центру 1975. године, Броснан је почео да ради као помоћник менаџера у Краљевском театру у Јорку, дебитујући у филму Wait Until Dark. НАкон шест месеци, драматичар Тенеси Вилијамс изабрао га је за улогу Мекејба у британској премијери филма The Red Devil Battery Sign (а именован је као "Пирс Бросман"). Његов наступ изазвао је узбуђење у Лондону а Броснан још увек чува телеграм који је послао Вилијамс, наводећи само "Хвала Богу за тебе, драги мој дечко". У 1977. години изабрао га је Франко Зефирели за наступ у представи Filumena Едуарда Де Филипа, у којој је играо заједно са Џоун Плаурајт и Френком Финлејом.
Каријеру је наставио играјући кратке улоге у филмовима попут The Long Good Friday (1980) и The Mirror Crack'd (1980), као и у првим телевизијским наступима у серијама The Professionals, Murphy's Stroke и Play for Today. Постао је телевизијска звезда у Сједињеним Америчким Државама са својом главном улогом у популарној минисерији Manions of America. Затим је у 1982. години наступао у Би-Би-Сијевој деветоделној минисерији Nancy Astor (која је у Америци емитована у Мастерпис театру) у којој је приказан живот Лејди Астор, прве жене у британском парламенту. Његова улога Роберта Шоа II донела му је 1985. године номинацију за награду Златни глобус за најбољег споредног глумца.
Броснан се 1982. године преселио у Јужну Калифорнију и стекао популарност у Сједињеним Државама играјући насловну улогу у Ен-Би-Сијевој романтичној, често комичној, детективској серији Remington Steele. Вашингтон пост је објавио да би исте године Броснан "могао да постане млади Џејмс Бонд". Након што је серија Remington Steele завршена у 1987. години, Броснан је глумио у неколико филмова, укључујући The Fourth Protocol (1987), трилер о хладном рату у којем је глумио заједно са Мајклом Кејном, The Deceivers и Noble House (оба у 1988), и The Lawnmower Man (1992). У 1992. години, глумио је у пилот епизоди за Ен-Би-Сијеву серију Running Wilde, у којој је играо репортера Auto World часописа заједно са Џенифер Лав Хјуит која је глумила његову кћерку, али пилот епизода никада није емитована. У 1993. години играо је споредну улогу у комичном филму Госпођа Даутфајер. Такође се појавио у неколико телевизијских филмова, укључујући Victim of Love (1991), Death Train (1993) и Night Watch (1995), шпијунски трилер сниман у Хонг Конгу. У 2003. години Броснан је награђен наградом за животно дело Ирске филмске и телевизијске академије за свој допринос ирском филму.

### Џејмс Бонд (1994–2005)
Броснан је први пут упознао продуцента филмова о Џејмсу Бонду Алберта Р. Броколија на сетовима филма  Само за твоје очи само зато што је његова прва супруга, Касандра Харис, играла улогу грофице Лисл фон Шлаф, љубавнице лика Милоша Коломба. Броколи је, када га је упознао, рекао: "ако зна глумити... он је мој момак" који ће наследити улогу Бонда од Роџера Мура. Известили су и Entertainment Tonight и National Enquirer, да ће Броснан наследити још једну Мурову улогу, улогу Симона Темплара у серији The Saint. Броснан је демантовао гласине у јулу 1993. године, али је додао: "још увек чами на нечијем столу у Холивуду."
У 1986. години, Ен-Би-Си је отказао серију Remington Steele. Броснану је понуђена улога Џејмса Бонда, али је публицитет побољшао рејтинг серије Remington Steele и она је обновљена, што је подразумевало да се Броснан уговорно врати у емисију, и то је натерало "Eon Productions" да потражи другог глумца за улогу агента 007. Продуценти су уместо њега ангажовали Тимотија Далтона за филмове Дах смрти (1987) и Дозвола за убиство (1989). Док је Броснан избегавао да разговара о губитку улоге Бонда, делом и зато што му је Далтон био пријатељ, он се појавио у рекламама за дијеталну Колу у којима приказује оно што је Лос Анђелес тајмс описао као "жустар лик сличан Бонду", а Ен-Би-Си је рекламирао филм Noble House са Броснаном обученим у оделу сличном Бондовом. Правни спорови између продуцента Бонда и студија око права дистрибуције резултирали су укидањем предложеног трећег филма са Далтоном у главној улози 1991. године и зауставили су серију филмова о Бонду током наредних неколико година. Након што су правна питања решена, Далтон је одлучио да се не глуми у трећем филму, а 7. јуна 1994. године Броснан је најављен као пети глумац који ће играти Бонда.
Броснан је потписан за уговор за три филма о Бонду са опцијом четвртог. Први његов филм Златно око (1995), зарадио је око 350 милиона америчких долара широм света, четврта највећа светска филмска бруто зарада у 1995. години, што га чини најуспешнијим Бондовим филмом од филма Операција Свемир, прилагођено према инфлацији. Добио је 78% рејтинга на Ротен томејтоузу, док је на Метакритику остварио рејтинг од 65%. У Чикаго сан тајмсу, Роџер Иберт дао је филму 3 звезде од могућих 4, рекавши да је Броснанова веза „некако осетљивија, рањивија, психолошки потпунија“ од претходних, такође коментаришући Бондов „губитак невиности“ у односу на претходне филмове. Џејмс Берардинели описао је Броснана као "одлучно побољшање у односу на његовог непосредног претходника", са "осећајем за духовитост која иде заједно са његовим природним шармом", али је додао да је "читава једна четвртина Златног ока испуњена убијањем."
Године 1996. Броснан је основао компанију за производњу филмова под називом "Irish DreamTime" заједно са продукцијским партнером и дугогодишњим пријатељем Боом Ст. Клером. Броснан и Ст. Клер издали су прву продукцију "Irish DreamTime", The Nephew у 1998. години. Годину дана касније објављен је други студијски пројекат компаније, Афера Томаса Крауна, и остварио је критички успех и добру зараду.
Броснан се вратио у 1997. години у улози Бонда у филму Сутра не умире никад а 1999. године у филму Свет није довољан, који су такође били успешни. У 2002. години Броснан се по четврти пут појавио у улози Бонда у филму Умри други дан, који је добијао мешовите критике слично као и претходна два филма, али је био успешан на благајнама. Броснан је након тога критиковао многе аспекте свог четвртог филма о Бонду. Током промоције напоменуо је да би волео да настави своју улогу Џејмса Бонда: "Сигурно бих волео да одиграм још једну. Конери је имао шест. Шест би био број, а онда се више не враћати." Броснан је приликом прихватања улоге од "Eon Productions"-а тражио да му дозволи рад на другим пројектима у паузи између филмова о Бонду. Захтев му је одобрен, а након сваког Бондовог филма, Броснан је глумио у најмање два друга филма, укључујући и неколико продуцентских, играјући широк спектар улога, од научника у филму Бертоновом филму Марс напада!, до насловне улоге у филму Сива сова у ком је описан живот Енглеза Арчибалда Беланеја, једног од првих канадских конзервациониста.
Убрзо након премијере филма Умри други дан, медији су почели да се питају да ли ће Броснан добити и пету улогу Бонда. У том периоду, Броснан се ближио 50. рођендану. Броснан је имао на уму да су и обожаватељи и критичари били врло незадовољни Роџером Муром који је играо улогу када је имао 58 година, али добио је подршку и критичара и обожаватеља франшизе за пету улогу. Из тог разлога, остао је одушевљен поновним представљањем своје улоге.
Октобра 2004, Броснан је рекао да се сматра отпуштеним са улоге Бонда. Иако се за Броснана често причало да ће још увек играти агента 007, он је то неколико пута демантовао, а у фебруару 2005. на својој је веб страници објавио да је завршио са улогом Бонда. Данијел Крејг преузео је улогу 14. октобра 2005. У интервјуу за The Globe and Mail, Броснан је упитан шта мисли о Данијелу Крејгу као новом Џејмсу Бонду. Одговорио је: "Радујем се томе као што се сви радујемо. Данијел Крејг је сјајан глумац и он ће обавити фантастичан посао". Ову подршку је потврдио у интервјуу за International Herald Tribune, наводећи да је "[Крејг] на путу да постане Бонд за памћење". Касније је Броснан признао да је био повређен на крају мандата: "Барбара [Броколи] и Мајкл [Вилсон] били су на линији -" Јако нам је жао ". Она је плакала, а Мајкл се држао стоички и рекао је:" Били сте сјајан Џејмс Бонд. Хвала вам пуно ", а ја сам рекао , 'Хвала лепо. Збогом.' "То је било то. Био сам крајње шокиран".
Током свог мандата у филмовима о Џејмсу Бонду, Броснан је учествовао и у видео играма о Џејмсу Бонду. У 2002. години лик Броснана искоришћен је као лице Бонда у видео игри 007: Nightfirе. У 2004. години Броснан се појавио у видео игри 007: Everything or Nothing, склопивши његову личност која ће лик у игри користити као и обављање гласовног дела за лик.
Такође је глумио заједно са Џејми Ли Кертис и Џефри Рашом у филму Панамски кројач (2001), и позајмио је свој глас у серији Симпсонови у епизоди "Treehouse of Horror XII".

### Након улоге Бонда
Почетком 2004. године, Броснан је говорио о снимању филма о Кејтлин Мекнамари, жени песника Дилана Томаса, а главну улогу требало је да игра Миранда Ричардсон. Прва улога Броснана након Џејмса Бонда била је улога Данијела Рафертија у филму Laws of Attraction. Герет Марфи из entertainment.ie, описао је Броснанов наступ као „изненађујуће ефективан, нежно одвајајући од свог лика Џејмса Бонда и допуњујући га бесном енергијом“. У истој години Броснан је глумио у филму После сумрака заједно са Салмом Хајек и Вудијем Харелсоном. Филм је добио углавном негативне критике и остварио губитак на благајнама. Броснанов следећи филм био је Матадор у 2005. години. Глумио је лик Џулијана Нобла, разбарушеног, неуравнотеженог убицу који у мексичком бару упозна путујућег трговца (Грег Кинир). Филм је добио генерално позитивне критике. Роџер Иберт изјавио је за Чикаго сан тајмс да је то најбољи наступ Броснана у каријери. Brosnan was nominated for a Златни глобус award for најбољег главног глумца у играном филму (мјузикл или комедија), али је изгубио од Хоакина Финикса који је глумио у филму Ход по ивици.. Броснан је 2006. године био наратор у званичном филму ФИФА-иног светског купа 2006. године у режији Мајкла Аптеда.
Броснан је 2007. године глумио у филму Seraphim Falls заједно са ирским глумцем Лијамом Нисоном. Филм је премијерно приказан 26. јануара 2007. године и добио је просечне оцене. Кевин Краст је за Лос Анђелес тајмс констатовао да су Броснан и Нисон били „добри противници“, Мајкл Решафен из Холивуд репортера сматрао је да им је било "тешко да убаце толико потребну виталност у њиховим улогама." Исте године Броснан је разговарао о снимању вестерна са колегама ирским глумцима Габрјелом Берном и Колмом Минејом. Исте године Броснан глуми лик Тома Рајана у филму Butterfly on a Wheel. Филм је објављен у Сједињеним Државама под именом Shattered, а у Европи као Desperate Hours.
У 2008. години, Броснан се придружио Мерил Стрип у филмској адаптацији мјузикла групе АББА Mamma Mia!. Играо је улогу Сема Карлмајкла, једног од тројице мушкараца за које се веровало да је један од њих Софијин (Аманда Сајфред) отац, док је Мерил играла Софијину мајку. Џуди Крејмер, продуцент филма, изјавила је да: "Пирс доноси одређени фактор глаткоће и мисли да ће имати сјајну хемију са Мерил у романтичној комедији." Броснанова припрема за певање за улогу укључивала је шетњу уз обалом и певање на караокама отприлике шест недеља, након чега су уследиле пробе у Њујорку, за које је оценио да су "звучале страшно." Броснаново певање у филму критичари су генерално омаловажавали, а његово певање се у неким критикама упоређује са звуком воденог бивола, магарца, и рањеног ракуна. У септембру 2008. године Броснан је био наратор у филму The Great Discoveryрађеном по дечјој серији Томас и другари. Првобитно је требало да буде наратор у сезонама од 12 до 14, али се из непознатих разлога повукао из ње.
Броснан је 2009. године завршио снимање добро прихваћеног филма Писац из сенке, у ком је играо осрамоћеног британског премијера, а филм је режирао Роман Полански. Филм је освојио награду Сребрни медвед на Берлинском филмском фестивалу. Играо је улогу Чарлса Хокинса у филму  Не заборави ме и улогу Хирона у филму Перси Џексон - Крадљивац муње, оба филма реализована у 2010. години. У 2012. години Броснан је играо улогу Филипа у данској романтичној комедији Love Is All You Need.
У фебруару 2013. године, Броснан је проглашен почасним чланом Глумачког друштва универзитета у Даблину. Такође је глумио заједно са Овеном Вилсоном у филму Без излаза, где је играо улогу "херојског владиног агента". Броснан је требало да глуми у филму Last Man Out, крими филму рађеном по роману Стјуарта Невила The Twelve (објављен као Ghosts of Belfast у Сједињеним Државама), а режисер је требало да буде Тери Лоан. Међутим, сарадња није уродила плодом након низа година развоја и Броснан више није повезан са пројектом филма.
У 2013. години Броснан се појавио у телевизијским рекламама како би промовисао лансирање Sky Broadband-а у Ирској. У 2005. години, извештавало се да ће Броснан глумити у филму The November Man, адаптација романа Била Гренџера There Are No Spies, али пројекат је отказан 2007. Након отказивања, Броснанова продуцентска компанија "Irish DreamTime" преузела је пројекат филма The November Man у 2012. години са најавом да се Броснан враћа шпијунском жанру. Филм је сниман у Србији годину дана касније, а Броснан је глумио пензионисаног оперативца ЦИА-е познатог као Деверо, заједно са Олгом Куриленко у споредној улози. Филм је оцењен негативно, са 34% на Ротен томејтоузу и 38/100 на Метакритику. Године 2015. појавио се заједно са Милом Јововић у трилеру, који је потписао Фил Шелби, Преживели, који је почео да се снима у јануару 2014. године. Броснан је касније глумио у осветничком трилеру под називом I.T., који је објављен у септембру 2016. године, у ограниченом издању и путем видеа на захтев.
Броснан је заменио глумца Сема Нила у улози Елија Мекалоха у телевизијској минисерији The Son, а Кевин Марфи био је извршни продуцент минисерије од десет епизода, која је почела са снимањем у јуну 2016, а емитована је у 2017. години. У 2017. години Броснан је глумио у филму  Странац, заједно са Џеки Ченом, у улози бившег ИРА-иног човека који је постао владин службеник, Лијама Хенесија. Странац је сниман у Лондону, а режирао га је Мартин Кембел, који је претходно радио са Броснаном на његовом дебитантском филму о Џејмсу Бонду, Златно око. Примећено је да је Броснанов лик веома сличан лидеру странке Шин Фејн Герију Адамсу.
У 2018. години, Броснан је глумио заједно са Гајом Пирсом и Мини Драјвер у мистериозном трилеру Spinning Man, базираном на истоименом роману Џорџа Харара. Касније је поновио улогу Сема Кармајкла у наставку филма Mamma Mia!, под називом Mamma Mia! Here We Go Again, заједно са осталим члановима из првог филма. Такође је имао споредну улогу у акционом трилеру Final Score ком је главну улогу играо Дејв Баутиста.

### Предстојеће улоге
Броснан ће трећи пут сарађивати са редитељем Мартином Кембелом на још једном филму, који је сам по себи адаптација Хемингвејовог романа Преко реке па у шуму, у којем ће Броснан играти улогу пензионисаног пуковника америчке војске, Ричарда Кантвела. Иако је пројекат заиста следећи у њиховим распоредима, Кембел је открио да је у једном тренутку производња готово одложена због финансијских проблема.
Касније се придружио Џејмију Дорнану и Килијану Мерфију у филмском пројекту заснованом на догађајима бега из затвора The Maze, под називом H-Block који ће режирати Џим Шеридан. Првобитно је снимање требало да почне негде у августу 2017. године, пре него што је одложено за март 2018. због сукоба са члановима глумачке екипе. Међутим, прелиминарна продукција филма тек треба да почне.
Заједно са Џесијем Ајзенбергом и Ванесом Редгрејв, Броснан ће се појавити у историјском делу базираном на роману Џонатана Мајлса, под називом The Wreck of The Medusa, у ком се радња одвија у периоду раног 19. века за време владавине Луја XVIII у Француској, а филм ће режирати Питер Вебер.
У јулу 2017. појавила се гласина да је Броснан повезан са надолазећом видео игрицом под називом Shadow Stalkers, мада његова улога у игрици још увек није откривена.
Дана 12. фебруара 2019. године објављено је да ће Броснан глумити у пљачкашком филму под називом The Misfits, режисера Ренија Харлина. Снимање је почело убрзо након тога.
На Star Wars Celebration 2019. године у Чикагу, откривен је мурал који приказује уметничко приказивање Великог адмирала Трона са великом сличношћу са Броснаном, што је подстакло нагађања о његовој предстојећој улози у франшизи Ратови звезда.

### Еколошки и добротворни рад
Броснан је амбасадор УНИЦЕФ-а у Ирској од 2001. године и снимио је специјалну најаву којом се обележава покретање УНИЦЕФ-ове кампање „Уједините се за децу, уједините се против АИДС-а“ са Лијамом Нисоном. Броснан је подржао Џона Керија на председничким изборима 2004. године и гласни је поборник истополних бракова.
Броснан је први пут постао свестан трке за нуклеарно оружје 1962. године, у добу од девет година, када је светска осуда америчких нуклеарних тестирања у Невади донела међународне наслове. Током деведесетих учествовао је на конференцијама за новинаре у Вашингтону како би помогао Гринпис-у да скрене пажњу на кампању за окончање нуклеарних тестирања свеобухватним Уговором о забрани нуклеарних тестова. Броснан је бојкотовао француску премијеру Златног ока у знак подршке Гринпис-овом протесту против француског програма нуклеарног тестирања.
Од 1997. до 2000. године, Броснан и његова супруга Смит радили су са Natural Resources Defense Council и International Fund for Animal Welfare како би зауставили изградњу предложене фабрике соли у Лагуни Сан Игнасио. Заједно са Хали Бери, Синди Крофорд и Дарил Ханом успешно су се борили против постројења течног природног гаса Cabrillo Port које је било предложено да буде уз обалу Малибуа, а Комисија за државно земљиште на крају је одбила да изда дозволу за изградњу постројења. у мају 2007. године, гувернер Арнолд Шварценегер је уложио вето на постројење.
У мају 2007, Броснан и Смит донирали су 100.000 долара за помоћ реновирању игралишта на хавајском острву Кауај, где поседују кућу. Броснан је 7. јула 2007. представио филм на "Live Earth"-у у Лондону, а за ту сврху снимио је и телевизијску рекламу.
Броснан је такође наведен као члан саветодавног одбора "Sea Shepherd Conservation Society". У 2004. години проглашен је "најбоље одјевеним екологом" од стране "Sustainable Style Foundation".
Броснан такође прикупља новац за добротворне сврхе продајом својих слика. Након што је напустио школу, наставио је уметничку каријеру и почео да ради као илустратор. "Увек сам желео да будем уметник, сликар. Почео сам као уметник-приправник у малом студију у Јужном Лондону." Колега му је предложио да похађа позоришну радионицу, и на крају је напустио уметничко дело да би наставио глумачку каријеру. Броснан се поново почео бавити сликањем крајем осамдесетих, током болести своје прве жене, јер му је то била терапија. "Понекад драматични тренуци утичу на начин на који себе видите у свету ... од веома тешког тренутка у животу, поново сам почео да сликам и излазила је свака боја коју сам могао да замислим." Наводећи своје утицаје као Пикасо, Матис, Бонард и Кандински, Броснан проводи већину свог слободног времена између филмских снимања испред свог сликарског платна. "Ја сам самоук, сликар ентузијаста како мој пријатељ воли да каже." Од тада наставља са сликањем, користећи слободно време на сету и код куће. Зараду од продаје уметничких дела донира „еколошким, дечјим и женским добротворним установама“. Од смрти своје прве супруге Касандре Харис, Броснан је био заговорник подизању свести о раку, а 2006. године служио је као портпарол фонда "Lee National Denim Day", који прикупља милионе долара.

## Приватни живот
Броснан се женио два пута, има петоро деце и три унука. Броснан је упознао аустралијску глумицу Касандру Харис преко свог очуха Дејвида Хариса, једног од нећака Ричарда Хариса, убрзо након што је напустио драмску школу. Сусрет са њом описао је рекавши: "Каква предивна жена. Ни на тренутак нисам помислио да је она неко с киме ћу провести 17 година свог живота. Нисам размишљао да јој се удварам или да то покушам, само сам желео да уживам у њеној лепоти и личности. " Започели су везу и на крају су купили кућу у Вимблдону. Венчали су се 27. децембра 1980. и заједно су добили једног сина, Шона који је рођен 13. септембра 1983. године. Са њима су живела и деца из њеног првог брака Шарлот (1971–2013) и Крис, а након што је њихов отац Дермот Харис умро 1986. године, усвојио их је и узели су презиме Броснан.
Броснан је своје приходе допунио радећи у продукцијама "West End"-а и у телевизијском филму о ирским коњским тркама. Након што се Харис појавио у филму о Џејмсу Бонду  Само за твоје очи у 1981. години, осигурали су банкарски кредит и преселили се у јужну Калифорнију где је Броснан добио улогу у ТВ серији Remington Steele, ублаживши њихове финансијске бриге.
Епизода серије Remington Steele која је снимљена у Ирској изазвала је значајан публицитет. Један од разлога био је то што је Броснан на краћем дружењу у свом хотелу упознао свог оца, који је отишао када је Броснан био новорођенче. Броснан је рекао да је очекивао да ће видети веома високог човека, али је оца описао као "човека средњег раста, седе косе, потиснутих леђа, лепршавих очију и испреплетених вилица. Имао је веома снажан Кери акценат." Броснан је жалио што су се срели под таквим јавним околностима. Рекао је да би више волио приватни сусрет који би му дао прилику да приватно разговара са оцем.
Током снимања филма The Deceivers у Раџастану у Индији, 1987. године Броснанова супруга Харис озбиљно се разболела. Касније јој је дијагностикован рак јајника а умрла је 28. децембра 1991. године у 43 години живота. Броснан се борио са њеним раком и смрћу. "Када ваш партнер добије рак, тада се живот мења. Ваш распоред и референца за ваше уобичајене рутине и начин на који гледате живот, све се то мења. Јер се бавите смрћу. Бавите се могућношћу смрти и умирања. И то је био пут кроз хемотерапију, једну операцију, другу, трећу, четврту, пету. Кеси је била врло позитивна према животу. Мислим, имала је најневероватнију енергију и поглед о животу. Био је то и ужасан је губитак, и видим да се то одражавало, с времена на време, на моју децу. " Харис је одувек желела да Броснан игра улогу Џејмса Бонда, а 1995, четири године након њене смрти, Броснан је добио улогу у филму Златно око.
Броснан је 1994. године у Мексику упознао америчку новинарку Кили Шеј Смит. Венчали су се 2001. године у опатији Балинтубер у округу Мејо у Ирској. Добили су два сина, Дилана и Париса.
У јулу 2003. краљица Елизабета II одликовала је Броснана Медаљом британског царства због његовог "изузетног доприноса британској филмској индустрији". Као ирски грађанин, он не може у потпуности примити "OBE" част, која се додељује само грађанима Комонвелта, али могу бити исписана слова "OBE" након његовог имена. У 2002. години Броснан је такође награђен почасном дипломом Даблинског технолошког института и, годину дана касније, дипломом Универзитета у Корку.
Дана 23. септембра 2004. Броснан је постао држављанин Сједињених Држава, али је задржао ирско држављанство. Броснан је рекао да је "моја Иршчина у свему што радим. То је дух онога ко сам, као човек, глумац, отац. Одатле сам одакле сам." Броснана је обожаватељ питао да ли га нервира када му људи помешају држављанство. Рекао је: "Забавља ме у неким аспектима када ме збуњујућепомешају са Енглезом кад сам рођен и узгојен као Ирац ... Не морам нужно да летим под било каквом заставом. Али не, не смета ми. "
Броснан је изразио презир према свом образовању у "Конгрегацији хришћанске браће". Међутим, 2013. године је прокоментарисао: "Увек помаже имати мало молитве у задњем џепу. На крају дана, морате имати нешто и за мене су то Бог, Исус, мој католички одгој, моја вера. .. Бог је био добар према мени. Моја вера је била добра према мени у тренуцима најдубље патње, сумње и страха. То је константа, језик молитве ... Можда нисам добио своје зараде од "Хришћанске браће" или можда од њих нисам научио све, али сигурно сам стекао веру. " Броснан присуствује мисама, али се придржава других духовних веровања. У 2008. години рекао је: "Ја такође волим учења будистичке филозофије. То је моја приватна вера. Не проповедам је, али вера ми је утеха кад је ноћ дуга."
Броснанова кћер Шарлоте умрла је 28. јуна 2013. од рака јајника, исте болести од које је умрла и њена мајка.
Дана 11. фебруара 2015. године избио је пожар у Броснановом дому у Малибуу, притрпевши штету од милион долара. Током 30 минута било је потребно ватрогасцима да угасе ватру, пламен је уништио садржај гараже, укључујући Броснанов Астон Мартин "V12 Vanquish", и проширио се на спаваћој соби изнад ње, срећом није било повређених.

## Филмографија
| Улоге     |                              |               |                                   |          |
| Година    | Српски назив                 | Изворни назив | Улога                             | Напомена |
| 1979.     |                              |               | Едвард О’Грејди                   |          |
| 1979.     |                              |               |                                   |          |
| 1980.     |                              |               | последња жртва                    |          |
| 1980.     | Црни петак за гангстере      |               | први Ирац                         |          |
| 1980.     |                              |               | Џејми                             |          |
| 1981.     |                              |               | Рори О’Манион                     |          |
| 1982.     |                              |               | Роберт „Боб“ Гулд Шо              |          |
| 1982-1987 |                              |               | Ремингтон Стил                    |          |
| 1986.     |                              |               | Жан Шарл Помје                    |          |
| 1987.     |                              |               | Ремингтон Стил                    |          |
| 1987.     |                              |               | Валери Петрофски/Џејмс Едвард Рос |          |
| 1988.     |                              |               | Ијан Данрос                       |          |
| 1988.     | Тафин                        |               | Марк Тафин                        |          |
| 1988.     |                              |               | Вилијам Савиџ                     |          |
| 1989.     | Пут око света за 80 дана     |               | Филеас Фог                        |          |
| 1989.     |                              |               | Нил Скинер                        |          |
| 1990.     | Господин Џонсон              |               | Хари Радбек                       |          |
| 1991.     |                              |               | Чарлс Латимор                     |          |
| 1991.     |                              |               | Пол Томлинсон                     |          |
| 1992.     |                              |               | Вајлд                             |          |
| 1992.     |                              |               | др Лоренс Анџело                  |          |
| 1992.     |                              |               | Дени О’Нил                        |          |
| 1993.     |                              |               | Гараван                           |          |
| 1993.     |                              |               | Мајкл „Мајк“ Грејам               |          |
| 1993.     | Госпођа Даутфајер            |               | Стуарт „Сту“ Мајер                |          |
| 1993.     |                              |               | сер Вилијам Џонсон                |          |
| 1994.     |                              |               | Патрик Броди                      |          |
| 1994.     | Љубавне афере                |               | Кен Ален                          |          |
| 1995.     |                              |               | Мајкл „Мајк“ Грејам               |          |
| 1995.     | Златно око                   |               | Џејмс Бонд                        |          |
| 1996.     |                              |               | Алекс                             |          |
| 1996.     | Марс напада!                 |               | професор Доналд Кеслер            |          |
| 1997.     | Дантеов врх                  |               | Хари Далтон                       |          |
| 1997.     | Робинзон Крусо               |               | Робинзон Крусо                    |          |
| 1997.     | Сутра не умире никад         |               | Џејмс Бонд                        |          |
| 1998.     |                              |               | Краљ Артур                        | глас     |
| 1998.     |                              |               | Џо Брејди                         |          |
| 1999.     | Афера Томаса Крауна          |               | Томас Краун                       |          |
| 1999.     |                              |               | Џон Макги                         |          |
| 1999.     |                              |               | Арчи Сива Сова                    |          |
| 1999.     | Свет није довољан            |               | Џејмс Бонд                        |          |
| 2001.     | Панамски кројач              |               | Ендру „Енди“ Оснард               |          |
| 2002.     |                              |               | Дезмонд Дојл                      |          |
| 2002.     | Умри други пут               |               | Џејмс Бонд                        |          |
| 2004.     |                              |               | Данијел Раферти                   |          |
| 2004.     | После сумрака                |               | Макс Бердет                       |          |
| 2005.     | Матадор                      |               | Џулијан Нобл                      |          |
| 2005.     |                              |               |                                   |          |
| 2005.     |                              |               |                                   |          |
| 2006.     |                              |               | Гидион                            |          |
| 2006.     | Афера Топкапи                |               | Томас Краун                       |          |
| 2007.     |                              |               | Рајан                             |          |
| 2010.     | Перси Џексон: Крадљивац муње |               | господин Брунер/Хирон             |          |
| 2013.     | Свршетак света               |               | Гај Шепард                        |          |
| 2016.     | Администратор                |               | Мајк Реган                        |          |
| 2017.     | Странац                      |               | Лијам Хенеси                      |          |
| 2021.     | Пепељуга                     |               | краљ Роуен                        |          |
| 2022.     | Црни Адам                    |               | Кент Нелсон / Доктор Фејт         |          |

### Видео игре
| Година | Назив                           | Глас       | Опис                              |
| ------ | ------------------------------- | ---------- | --------------------------------- |
| 1997   | Златно око 007                  | Џејмс Бонд | Физичка сличност, архивски снимци |
| 1999   | Сутра никад не умире            | Џејмс Бонд | Физичка сличност, архивски снимци |
| 2000   | Свет није довољан (Нинтендо 64) | Џејмс Бонд | Физичка сличност, архивски снимци |
| 2000   | Свет није довољан (Плејстејшн)  | Џејмс Бонд | Физичка сличност, архивски снимци |
| 2000   | 007 Racing                      | Џејмс Бонд | Физичка сличност, архивски снимци |
| 2002   | 007: Nightfire                  | Џејмс Бонд | Физичка сличност                  |
| 2004   | 007: Everything or Nothing      | Џејмс Бонд | Физичка сличност и глас           |